# 霍伊克 (苏格兰)
霍伊克（英语：Hawick/ˈhɔɪk/；低地苏格兰语：Haaick；苏格兰盖尔语：Hamhaig），是英国苏格兰苏格兰边区的一个城镇，位于杰德堡西南16.1公里。总人口14,294（2011年）。